# Романциол (Венеција)
Романциол је насеље у Италији у округу Венеција, региону Венето.
Према процени из 2011. у насељу је живело 265 становника. Насеље се налази на надморској висини од 7 м.